# کریش ۳
«کریش ۳» (انگلیسی: Krrish 3) یک فیلم هندی در سبک علمی–تخیلی و ابرقهرمانی به کارگردانی راکیش روشن است که در سال ۲۰۱۳ منتشر شد. از بازیگران آن می‌توان به هریتک روشن و پریانکا چوپرا اشاره کرد.
این فیلم سومین قسمت از سری فیلم‌های کریش پس از فیلم‌های یکی پیدا شد و کریش می‌باشد.

## موضوع فیلم
پس از شکست دکتر سیدهان آریا و نجات پدرش از چنگ او، کریش به مبارزات خود علیه ظلم و بدی ادامه می‌دهد و جان مظلومین و بیگناهان را نجات می‌دهد. اکنون که کریش زندگی زناشویی خوبی را با همسر خود پریا(پریانکا چوپرا) تجبره می‌کند ناگاه در این بین اتفاقاتی میفتد، یک ویروس ناشناخته در نامبیا جان هزاران نفر را می‌گیرد.این ویروس را یک دانشمند نابغه و فلج به نام کال ساخته است، کال همچنین با ترکیب دی ان ای انسان و جانوران موجوداتی عجیب و وفادار به خودش خلق کرده‌است.روهیت مهرا موفق می‌شود واکسن این بیماری را بسازد، کال که برای پیوند مغز استخوان و نجات از فلجی به دنبال فردی است که ژنتیک او با کال یکسان باشد متوجه می‌شود که احتمالاً روهیت مهرا با او نسبتی دارد برای همین پریا عروس روهیت را که حامله است می رباید تا از فرزند او استفاده کند و یکی از انسان-جانوران خودش به نام کایا(کانگانا رانوت) را که قادر به تغییر شکل است به جای پریا قرار می‌دهد.
روهیت به سنگاپور می‌رود تا متوجه ماجرا شود، آن جا می فهمد که دکتر آریا از دی ان ای او کودکی خلق کرده که فلج بوده و سپس قصد نابودی کودک را داشته اما او به پرورشگاه منتقل شده‌است.روهیت توسط کال دستگیر می‌شود و آن جا از مغز استخوان او استفاده می‌کند تا سلامت خودش را بازیابد.از طرفی کریش متوجه می‌شود که کسی خودش را جای پریا قرار داده است وقتی کایا را تحت فشار می گذارد او که به کریش علاقه‌مند شده‌است حقیقت را می گوید و او را به مقر کال می برد.پس از رسیدن به این محل کریش از کال شکست می خورد و کشته می‌شود اما روهیت به کمک نور خورشید او را درمان می‌کند ولی خود روهیت نقش فیلتر را ایفا می‌کند و خودش از بین می‌رود.
در پایان کریش که نجات یافته به شهر می‌رود و در مبارزه با کال با استفاده از نور خورشید کال را ذوب می‌کند و موفق می‌شود مردم را نجات دهد.